# Ческа Липа (окръг)
Окръг Ческа Липа (на чешки: Okres Česká Lípa) се намира в Либерецки край, Чехия. Площта му е 1072,91 km2, а населението му - 103 152 души (2012). Административен център е град Ческа Липа. Окръгът се състои от 57 населени места, от които – 11 градове.